# Apache Beehive
Apache Beehive — каркас для створення Java-застосунків, спроєктований щоб спростити і пришвидшити розробку програм Java EE. він використовує різні відкриті проєкти Apache, такі як XMLBeans. Був підсилений новими можливостями в Java 5, які включав JSR-175, наприклад можливості запису полів, методів і класів, так що до них можна звертатися у спеціальний спосіб інструментами режиму виконання. Каркас був побудований на фреймворкові, розробленому для BEA Systems Weblogic Workshop для їхньої серії 8.1. BEA пізніше вирішило передати код Apache, аби ширша авдиторія могла використовувати Beehive.
Apache Beehive був поміщений у репозиторій зупинених проєктів Apache Attic у січні 2010.

## Виноски
1. ↑  Apache Beehive [Архівовано 30 березня 2014 у Wayback Machine.] на Attic